# 市町村長
市町村長（しちょうそんちょう）とは、地方公共団体（市・町・村）の長である市長・町長・村長の総称。

## 日本
市町村の首長であり、同時に独任制の執行機関でもある。また、同等の地位である東京都特別区の区長を含め、「市区町村長」（しくちょうそんちょう）または「区市町村長」（くしちょうそんちょう）と言うこともある。

### 地位と職務

#### 地位
地方公務員法の規定により、地方公務員法の規制を受けない特別職地方公務員とされる。
市町村長は日本国憲法第93条の定めにより、住民による選挙で選ばれる。また、選挙権・被選挙権などは公職選挙法および地方自治法に規定される。

#### 任期・資格
- 任期は4年（地方自治法第140条）。
  - 任期満了による選挙が任期満了日前に行われた場合において、前任者が任期満了日まで在任したときは任期満了日の翌日から、選挙後に前任者が欠けたときはその欠けた日の翌日から、それぞれ起算する（公職選挙法第259条）。
  - それ以外の場合は、選挙の日から起算（公職選挙法第259条）。
  - 退職申し出による選挙（いわゆる出直し選挙）において同じ者が当選人となったとき、任期は、その選挙がなかったものとみなして数える（公職選挙法第259条の2）。
- 満25歳以上の日本国民は原則として被選挙権を有する[注釈 1]（禁錮以上の刑に処せられその執行を終わるまでの者などは対象外）。地方議会の議員と異なり、当該市町村に住んでいない（住民登録していない）者でも立候補できる。つまり全国どこの自治体の長にも、どこに（日本国内）住んでいてもなれる。25歳以上との年齢制限も、これを引き下げるほうがよいとの意見も一部にある（若者の政治参加を促すためとも）。例えば20歳にするなど。
- 国会議員または地方公共団体の議会の議員および常勤の職員との兼職は禁止。
- 当該自治体と取引関係にある企業の取締役などの幹部との兼職は禁止。ただし、当該市町村が出資する企業[注釈 2]（公営企業や第三セクター等）は除く。

#### 解職・不信任
- 住民の直接請求の制度として、住民投票による解職（リコール）の制度がある。
- 議会には長の不信任の議決をする権限が与えられている。不信任の具体的な成立要件は不信任決議の記事を参照。
  - 不信任を受けた場合、長は10日以内に議会を解散するか辞職するかを迫られることになるが、何れも選択しなかった場合は失職する。また、議会を解散した場合、選挙後の最初の議会において再度不信任された場合は失職する。

#### 職務・権限
市町村長は市町村を代表する独任制の執行機関にして、市町村の組織を統括・代表し、また、事務を管理し執行する。具体的には、市町村の予算を調製・執行したり、条例の制定・改廃の提案及びその他議会の議決すべき事件について、議案を提出したりすることができる。（地方自治法第147 ～ 149条）
簡単に言うと、市町村の事務のうち、他の機関が処理すると定められているものを除いた全てを担当する。
他、補助機関である職員を指揮監督すること、市町村内の公的機関の総合調整を図るために必要な措置を行えることなどが定められている。

#### 議会との関係
市町村長は、上述の議案提出権のほか、議会の議決に対して異議のある場合は再議に付すことができる（いわゆる拒否権の行使）。ただし、議会の3分の2以上の多数で再議決された場合はその議決は確定する。また、議決が違法であると認める場合は都道府県知事に審査を求めることが出来る。
また、議会の権限に関する事項において、議会が決定しない場合や委任の議決がある場合など、地方自治法の定める場合において、職権で事件を処理することができる。これを専決処分という。
そして、不信任の議決を受けた場合と、不信任の議決を受けたと見なせる場合に限られるが、議会を解散する権限も持つ。以上のように、拒否権のみならず、議案提出権や議会解散権をも持つ。

### 補助機関
- 副市町村長

市町村長を補佐し、その命を受け政策及び企画を司り、その補助機関たる職員の担任する事務を監督するとともに市町村長の職務を代理し、またその権限の一部の委任を受けて事務を執行することとされている。なお、2007年（平成19年）3月までは同様の職として助役が置かれていた。
- 会計管理者

会計事務を司る。改正地方自治法の施行により2007年（平成19年）3月31日限りで収入役は廃止され、会計管理者という一般職の職員となった。ただし、特例により、2007年（平成19年）3月31日現在に在職していた収入役はその任期が満了するまで在任した。
- 職員

一般職に属する地方公務員。以前は「吏員その他の職員を置く」とされ、うち吏員は技術吏員と事務吏員に分けられていた。
- 専門委員

長の委託により調査研究を行うために置かれる非常勤の職員。学識経験者があてられる。

### 退任後のキャリア
通常、市町村長を退任した者はそのまま政界を引退することが多いが、退任後もその市町村議会議員選挙に立候補し、当選するケースもある。
※平成の大合併以降
| 氏名       | 齢 | 期数 | 過去の役職 | 後の役職           | 就任日         | 退任日         |
| ---------- | -- | ---- | ---------- | ------------------ | -------------- | -------------- |
| 今泉利拓   | 86 | 6    | 潮来町長   | 潮来市議会議員     | 2000年2月10日  | 2024年2月9日   |
| 前田清子   | 69 | 2    | 五個荘町長 | 東近江市議会議員   | 2005年10月23日 | 2013年10月22日 |
| 藤岡和美   | 78 | 2    | 久居市長   | 津市議会議員       | 2006年2月5日   | 2014年2月4日   |
| 小番宜一   | 91 | 1    | 本荘市長   | 由利本荘市議会議員 | 2009年4月17日  | 2009年10月31日 |
| 岩室敏和   | 77 | 5    | 阪南市長   | 阪南市議会議員     | 2009年10月1日  | 現職           |
| 藤倉肇     | 84 | 1    | 夕張市長   | 夕張市議会議員     | 2011年5月1日   | 2015年4月30日  |
| 櫻井忠     | 73 | 6    | 苫小牧市長 | 苫小牧市議会議員   | 2011年5月1日   | 現職           |
| 亀山春光   | 81 | 1    | 江迎町長   | 佐世保市議会議員   | 2011年5月3日   | 2015年5月2日   |
| 奥田尚佳   | 57 | 4    | 尾鷲市長   | 尾鷲市議会議員     | 2013年6月11日  | 2021年6月10日  |
| 竹内千尋   | 65 | 1    | 志摩市長   | 志摩市議会議員     | 2013年10月13日 | 2016年8月5日   |
| 野名澄代   | 75 | 5    | 大王町長   | 志摩市議会議員     | 2013年10月13日 | 現職           |
| 佐藤仁一   | 74 | 2    | 岩出山町長 | 大崎市議会議員     | 2014年4月30日  | 2019年9月6日   |
| 若生英俊   | 75 | 2    | 富谷町長   | 富谷市議会議員     | 2015年9月11日  | 2023年9月10日  |
| 島津幸男   | 79 | 4    | 周南市長   | 周南市議会議員     | 2016年10月24日 | 現職           |
| 大口秀和   | 74 | 2    | 志摩市長   | 志摩市議会議員     | 2017年10月13日 | 2020年10月11日 |
| 大澤一治   | 77 | 2    | 八千代市長 | 八千代市議会議員   | 2019年1月15日  | 2025年5月11日  |
| 三上元     | 80 | 2    | 湖西市長   | 湖西市議会議員     | 2019年4月30日  | 現職           |
| 堀元       | 80 | 4    | 江南市長   | 江南市議会議員     | 2019年5月1日   | 現職           |
| 宮越馨     | 83 | 2    | 上越市長   | 上越市議会議員     | 2020年4月29日  | 現職           |
| 桜井勝延   | 69 | 3    | 南相馬市長 | 南相馬市議会議員   | 2022年12月1日  | 現職           |
| 平塚明     | 84 | 9    | 結城市長   | 結城市議会議員     | 2023年4月30日  | 現職           |
| 清澤茂宏   | 62 | 2    | 芦別市長   | 芦別市議会議員     | 2023年5月1日   | 現職           |
| 佐藤征治郎 | 85 | 1    | 岩槻市長   | さいたま市議会議員 | 2023年5月1日   | 現職           |
| 竹原信一   | 66 | 4    | 阿久根市長 | 阿久根市議会議員   | 2023年5月1日   | 現職           |
| 黒田実     | 55 | 4    | 交野市長   | 交野市議会議員     | 2023年10月1日  | 現職           |
| 天野市栄   | 66 | 2    | 阿賀野市長 | 阿賀野市議会議員   | 2024年11月1日  | 現職           |

## 欧州

### 名称
- イギリス
  - スコットランド以外の主要都市はロード メイヤー（Lord Mayor）、それ以外の市・町は『Mayor（メイヤー）』が肩書きとして使われる。Mayorはラテン語『mājor』（～より大きい）が語源である。
  - スコットランドでは、主要都市はロード・プロヴォスト（Lord Provost）が、それ以外の市・町は『プロヴォスト』と呼ばれる。
- デンマーク
コペンハーゲン市長は『Overborgmester』、その他の市・町は『borgmester』
- ドイツ
主要な都市などの市長は『Oberbürgermeister』、その他の市・町は『bürgermeister』
- フィンランド
ヘルシンキ市長は大統領から肩書きが送られ『ylipormestari』、一般的に市長をあらわす『kaupunginjohtaja』より多く使われる。

### 各国の首長制度

#### イギリス
イギリスでは市長に直接公選制を導入するかどうかは各自治体に委ねられており全ての都市で公選制が採用されているわけではない。直接公選制は地方レベルの政治参加を促すために2000年にブレア労働党政権が導入を可能とした。
市長の任期はロンドンの場合は6年である。
ヨーロッパでは国政職と地方職の兼任を認めている国が多いが、イギリスでは国政職と地方職の兼職は伝統的に好まれず、国政職と地方職を兼任していた人物も稀でキャリアの点でも分離される傾向がみられる。稀な例としてアトリー内閣で内相を務めたH・モリソン（旧・ロンドン市議）がいるが「タマニー型のボス」（タマニーは18世紀末期に市政の私物化で批判されたニューヨークの政治団体の名前）としてその政治姿勢が非難された。

#### イタリア
イタリアのコムーネには合議体の理事会（giunta）が設置されており、執行部に市長の個性が現れる度合いは小さい。
イタリアでは政党の力が強く、市政も市長の個性が現れにくい機構であるため、市長が国政進出時にそのキャリアを買われることは特になく、政党内でのキャリアのほうが重視される傾向にある。イタリアの下院議員は何らかの地方職を兼任していることが多いが、1960年代に大都市の市長などと国会議員の兼職は禁じられた。

#### その他の国々
以下は直接公選の首長制をとっていない。
- フランスでは選挙法によって国政職と地方職の兼任が認められている[3]。下院議員の大多数は市町村長・助役・県議会議員などを兼職しており、中には4つや5つの地方職を兼任している下院議員もいる[3]。フランスは中央集権的国家とされているが、政党の力が弱く、地方職は政治家個人の政治キャリアにとって重要とされている[3]。

## 米国
アメリカ合衆国では自治体ごとに機構が異なる。
アメリカ合衆国の地方の機構は、市長－議会型、議会－支配人型、評議会型の3つに大きく分けられる。それぞれ市長制（市長議会制、Mayor-Council Form）、シティー・マネージャー制（議会マネジャー制、Council-Manager Form）、委員会制（Commission Form）ということもある。

### 市長－議会型
ニューヨークなど東部諸州に多い方式で、議会とは別に市長は住民による選挙で選ばれ、全市一区を選挙区とする市長と全市一区または各地区を選挙区とする議員で構成される議会に権限を分割している。しかし、市長の権限の範囲は自治体ごとに大きく異なるため、伝統的に弱市長制（Weak Mayor-Council Form）と強市長制（Strong Mayor-Council Form）にさらに分類されている。
- 弱市長制（Weak Mayor-Council Form） - 各部局長の任命に議会の承認が必要となっていたり、一部の役職は議会に任命権があるなど市長の権限が大幅に制限されている場合[5]。
- 強市長制（Strong Mayor-Council Form） - 連邦制度を参考に各部局長の完全な任免権、条例に対する拒否権、条例の提案権、予算の調製権など広範な権限が認められている場合[5]。

弱市長制では権限が分散して小政府の寄せ集めの様相を呈する弊害が指摘され、現代的な統治形態としては十分に機能しないため、小規模自治体を除きこの統治形態は減少している。強市長制は19世紀末の市政改革運動（リフォーム運動）で誕生し、政策の一貫性や効率的な予算執行など数多くの面で弱市長制を凌駕する有効性を発揮した。
ニューヨークの場合、市長の任期は4年で、政策立案執行、行財政運営、市法制定に対する拒否権、予算案の作成と議会への提出権などを持つ。
なお、市長制でも、Chief Administrative Officer（CAO）という専門的行政官を置く自治体が半数以上になっており、市長が市を代表する儀礼的業務や高度な政策決定などの政務機能に専念できる体制をとるようになっている。

### 議会－支配人型
スタントンなどでとられている方式で、市長は議会で議員の中から選ばれる。例えばスタントンでは市長の任期は2年で市を代表し、議会を主宰する（議長を兼務）。議会は市長とは別に支配人（City Manager）を任命し、支配人は行政部局の指揮監督、予算案の作成や執行、人事などを行う。
シティー・マネージャー制の市長は議会を主宰するほかは、市の代表としては儀礼的用務を務めるのみであることが多い。シティー・マネージャーは専門的行政官として議会から任命される職で、議員とは異なり政治家ではなく行政の専門家である。

### 評議会型
住民による選挙で選ばれる評議会が立法機関と行政機関の役割を果たす行政・立法一体型で評議会議長が市長を務める。委員会制ともいい市民によって公選された委員が行政各部局の長となって直接行政を執行する制度で、委員の一人が市長になるものの他の委員と全く同格で拒否権等もない。